# Содеро, Чезаре
Чезаре Содеро (итал. Cesare Sodero; 2 августа 1886, Неаполь — 16 декабря 1947, Нью-Йорк) — американский дирижёр и композитор итальянского происхождения. 
Окончил Неаполитанскую консерваторию в 14-летнем возрасте, ученик Джузеппе Мартуччи. Некоторое время концертировал в Европе как виолончелист, с 1906 года обосновался в США. Работал с различными оперными труппами, пытался пропагандировать итальянскую симфоническую музыку. В 1914 г. занял ответственный пост главного дирижёра нью-йоркского отделения звукозаписывающей компании Томаса Эдисона: на протяжении 11 лет он оказывал значительное влияние на репертуар записываемой музыки. В 1925—1934 гг. Содеро работал на радио, дирижируя симфоническими концертами по трансляции для NBC; продолжал он сотрудничать с этой корпорацией и в дальнейшем — в общей сложности под управлением Содеро в эфире прозвучали 53 оперные постановки. Лишь в 1942 г. Содеро впервые занял заметное место на видимой музыкальной сцене, поступив в Метрополитен-опера в качестве шефа итальянского репертуара; его дебют с «Аидой» Джузеппе Верди 28 ноября встретил одобрение критики, и Содеро остался в Метрополитен-опера до конца жизни. Его постановки «Риголетто» Верди, «Тоски» Джакомо Пуччини и «Паяцев» Руджеро Леонкавалло остались в записи.
Содеро написал ряд собственных сочинений, в том числе оперу «Русская тень» (итал. Ombre Russe; 1929), которая, согласно исследователю Марку Шубину, стала первой оперой, премьера которой состоялась по радио (NBC) — и лишь 19 июня 1930 года она была впервые поставлена в венецианском театре «Ла Фениче». Кроме того, Содеро принадлежат балет, две оркестровые сюиты, три симфонические поэмы, струнный квартет и другая камерная музыка, песни, а также музыка к фильму Дэвида Гриффита «Разве жизнь не чудесна?» (1924).